# Rincón Caliente
Rincón Caliente är en ort i Mexiko.   Den ligger i kommunen Tlalixcoyan och delstaten Veracruz, i den sydöstra delen av landet, 300 km öster om huvudstaden Mexico City. Rincón Caliente ligger 19 meter över havet och antalet invånare är 151.
Terrängen runt Rincón Caliente är mycket platt. Runt Rincón Caliente är det ganska glesbefolkat, med 43 invånare per kvadratkilometer. Närmaste större samhälle är Tlalixcoyan, 6,6 km öster om Rincón Caliente. Omgivningarna runt Rincón Caliente är en mosaik av jordbruksmark och naturlig växtlighet.